# Бринці-Церковні
Бринці-Церковні —село в Україні, у Стрийському районі Львівської області, орган місцевого самоврядування — Ходорівська міська рада (раніше Жидачівський район, Вибранівська сільська рада). Населення становить 436 осіб.

## Політика

### Парламентські вибори, 2019
На позачергових парламентських виборах 2019 року у селі функціонувала окрема виборча дільниця № 460300, розташована у приміщенні сільської ради.
Результати
- зареєстровано 269 виборців, явка 65,43%, найбільше голосів віддано за «Голос» — 26,14%, за «Слугу народу» — 21,59%, за «Європейську Солідарність» — 14,77%.[2] В одномандатному окрузі найбільше голосів отримав Андрій Кіт (самовисування) — 40,34%, за Володимира Наконечного (Слуга народу) — 16,48%, за Володимира Гаврона (Голос) — 15,34%[3].

## Визначні люди
- Альфавіцький Іван-«Прикрий» — Бібрецький районний провідник ОУН, відзначений Бронзовим Хрестом заслуги від 30.06.1947.
- Березка Михайло Васильович (1996—2017) — солдат Збройних сил України, учасник російсько-української війни.